# Modriča
Modriča (v srbské cyrilici Модрича) je město a sídlo opštiny v Republice srbské, v Bosně a Hercegovině. Nachází se v severní části země, v regionu Posáví, nedaleko Tuzly. Protéká ním řeka Bosna. Jedná se o město v průmyslové oblasti, známé především díky ropné rafinerii. V roce 2013 měla 10 137 obyvatel.

## Historie
První historická zmínka o Modriči pochází z roku 1323. Tehdy byla v dokumentu uherského krále Bély IV. popsána jako místo, kde vyvěrají prameny. 
Stejně jako řada dalších měst na Balkáně se rozvinula na rozhraní kopců a úrodného pole, v tomto případě záplavové roviny řeky Bosny. 
Na mapách třetího vojenského mapování, které zahrnují Bosnu a Hercegovinu, se nachází pod názvem Modrić. Jednalo se v té době o větší vesnici. Uliční síť je již víceméně v současné podobě, Modriča ale byla prostá jakýchkoliv větších staveb. 
V roce 1929 se stala součástí vrbaské bánoviny v rámci tehdejšího Království Jugoslávie.
Vznik železnice a její rozvoj po druhé světové válce umožnil jeho prudký průmyslový rozvoj po roce 1945. V centru Modriče vznikla bloková zástavba z typizovaných domů. Do roku 1991 překročil počet obyvatel metu deseti tisíc.
V roce 1995 byla na základě daytonské dohody přiřknuta k Republice srbské. 

## Pamětihodnosti a kultura
V blízkosti města se nachází středověký hrad Dobor. Historickou stavbou je rovněž i mešita.
V Modriči se nachází také dům kultury.

## Ekonomika
V Modriči stojí ropná rafinerie.

## Doprava
Přes město prochází železniční trať Šamac–Sarajevo.
Výhledově sem má směřovat dálnice z Brčka. Přes řeku Bosnu zde vedou dva silniční mosty.

## Sport
Město má vlastní sportovní halu. Modriča je domovem fotbalového klubu FK Modriča Maxima, který hrál v bosenské první lize (Premijer liga) v letech 2003 až 2010 a v současné době soutěží v první lize Republiky srbské. Dále je zde volejbalový klub (OK Modriča Optima), basketbalový klub a klub bojových umění.